# East Kingston (Nou Hampshire)
East Kingston és una població dels Estats Units a l'estat de Nou Hampshire. Segons el cens del 2007 tenia 1.784 habitants.

## Demografia
Segons el cens del 2000, East Kingston tenia 1.784 habitants, 629 habitatges, i 508 famílies. La densitat de població era de 68,9 habitants per km².
Dels 629 habitatges en un 38,3% hi vivien nens de menys de 18 anys, en un 73,9% hi vivien parelles casades, en un 4,6% dones solteres, i en un 19,2% no eren unitats familiars. En el 13,5% dels habitatges hi vivien persones soles el 4,3% de les quals corresponia a persones de 65 anys o més que vivien soles. El nombre mitjà de persones vivint en cada habitatge era de 2,84 i el nombre mitjà de persones que vivien en cada família era de 3,13.
Per edats la població es repartia de la següent manera: un 27,3% tenia menys de 18 anys, un 4% entre 18 i 24, un 33,2% entre 25 i 44, un 28,1% de 45 a 60 i un 7,4% 65 anys o més.
L'edat mediana era de 38 anys. Per cada 100 dones de 18 o més anys hi havia 95,6 homes.
La renda mediana per habitatge era de 65.197$ i la renda mediana per família de 71.705$. Els homes tenien una renda mediana de 52.885$ mentre que les dones 34.702$. La renda per capita de la població era de 28.844$. Entorn del 3,2% de les famílies i el 4,4% de la població estaven per davall del llindar de pobresa.